# Liste der Gouverneure Neuseelands
Liste der Gouverneure von Neuseeland.

## Gouverneure
| Nr. | Name                                      | Lebensdaten | Amtszeit  |
| --- | ----------------------------------------- | ----------- | --------- |
| 1   | George Gipps                              | 1791–1847   | 1839–1841 |
| 2   | William Hobson                            | 1792–1842   | 1840–1842 |
| 3   | Robert FitzRoy                            | 1805–1865   | 1843–1845 |
| 4   | George Edward Grey                        | 1812–1898   | 1845–1855 |
| 5   | Thomas Gore Browne                        | 1807–1887   | 1855–1861 |
| 6   | George Edward Grey                        | 1812–1898   | 1861–1868 |
| 7   | George Ferguson Bowen                     | 1821–1899   | 1868–1873 |
| 8   | James Fergusson, 6. Baronet               | 1832–1907   | 1873–1874 |
| 9   | George Phipps, 2. Marquess of Normanby    | 1819–1890   | 1875–1879 |
| 10  | Hercules Robinson, 1. Baron Rosmead       | 1824–1897   | 1879–1880 |
| 11  | Arthur Hamilton-Gordon, 1. Baron Stanmore | 1829–1912   | 1880–1882 |
| 12  | William Jervois                           | 1821–1897   | 1883–1889 |
| 13  | William Onslow, 4. Earl of Onslow         | 1853–1911   | 1889–1892 |
| 14  | David Boyle, 7. Earl of Glasgow           | 1833–1915   | 1892–1897 |
| 15  | Uchter Knox, 5. Earl of Ranfurly          | 1856–1933   | 1897–1904 |
| 16  | William Plunket, 5. Baron Plunket         | 1864–1920   | 1904–1910 |
| 17  | John Dickson-Poynder, 1. Baron Islington  | 1866–1936   | 1910–1912 |
| 18  | Arthur Foljambe, 2. Earl of Liverpool     | 1870–1941   | 1912–1917 |